# Bataille de Doué
Guerre de Vendée
Batailles
La bataille de Doué a lieu le 7 juin 1793 lors de la guerre de Vendée. Elle s'achève par la victoire des Vendéens qui chassent les républicains du poste de Doué en vue d'attaquer Saumur. 

## Prélude
Le 2 juin 1793, 20 000 à 30 000 Vendéens se rassemblent à Cholet et Châtillon-sur-Sèvre en vue d'attaquer Saumur. Le 4 juin, les troupes républicaines du poste de Trémont tombent dans une embuscade où elles laissent 80 prisonniers et deux canons. Le 6 juin, les Vendéens prennent Vihiers. Le 7 juin, la grande armée catholique et royale attaque les lignes républicaines protégeant Saumur.

## Forces en présence
Quatre bataillons républicains — le 3e bataillon de Paris, le 14e de la Charente, le 4e d'Orléans et le 12e de la République — occupent la rive droite du Layon dans les communes de Saint-Georges-sur-Layon, Concourson-sur-Layon et Les Verchers-sur-Layon. Un autre poste est situé sur la rive gauche, aux Rochettes,.
Le général républicain François Leigonyer écrit dans son rapport qu'il dispose de 3 500 hommes pour s'opposer aux Vendéens, qu'il estime au nombre de 25 000  à   30 000. Le général ajoute également qu'entre la moitié ou les trois quarts des soldats de certains bataillons ne sont pas armés. La veille, les Républicains ont effectué une reconnaissance sur Martigné-Briand et Aubigné-sur-Layon, ils s'étaient retrouvés en présence de 500 à 600 Vendéens, lesquels avaient aussitôt pris la fuite.

## Déroulement
L'attaque débute à dix heures du matin. Les Républicains tiennent d'abord leurs positions mais les Vendéens contournent le poste des Rochettes par la droite. Leurs défenseurs abandonnent alors cette position et se replient sur les hauteurs de Concourson tandis que les Vendéens apparaissent sur la gauche du poste des Verchers.
Le général Leignoyer, qui s'est porté sur ce dernier poste, donne l'ordre à l'ensemble de ses troupes de se redéployer derrière la petite ville de Doué,. Mais les soldats paniquent lors de la retraite qui se transforme en déroute. Une partie de l'artillerie et des magasins est perdue car des conducteurs coupent les traits des chevaux des chariots afin de mieux fuir. Le général Menou fait une sortie depuis la ville de Saumur et rallie les fuyards au Bournan,.

## Pertes
Dans son rapport, Leigonyer écrit cependant que ses troupes, ayant peu vu l'ennemi, n'ont subi que peu de pertes. De même, selon la marquise Victoire de Donnissan de La Rochejaquelein, les deux camps se battent avec peu d'ardeur et les patriotes ne perdent que « peu de monde ».
Selon les états du 12e bataillon de Paris, dit de la République, deux hommes du bataillon sont tués le 7 juin 1793 à Doué, et un autre est blessé d'un coup de feu au bras droit.

## Conséquences
Leignoyer dénonce le faible équipement de ses hommes et affirme qu'une partie de ses troupes, notamment des hommes du 8e régiment de hussards, ainsi que des cuirassiers et des dragons de la Légion de la Fraternité, ont déserté pour rejoindre les Vendéens. Il présente une nouvelle fois sa démission, laquelle est acceptée le 8 juin par la commission centrale des représentants en mission qui félicite cependant le général pour son zèle et son activité. Celle-ci nomme le général Menou pour le remplacer. Leignoyer quitte Saumur le matin du 9 juin, peu de temps avant l'attaque de la ville par les Vendéens. Le 18 juin, Marat demande à la Convention nationale un décret d'accusation contre lui, mais sa proposition est rejetée.